# Julius Hofmann (politik)
Julius Hofmann (12. dubna 1840 Karlovy Vary – 12. května 1913 Vídeň) byl rakouský a český lékař, sběratel umění a politik německé národnosti, v závěru 19. století poslanec Českého zemského sněmu.

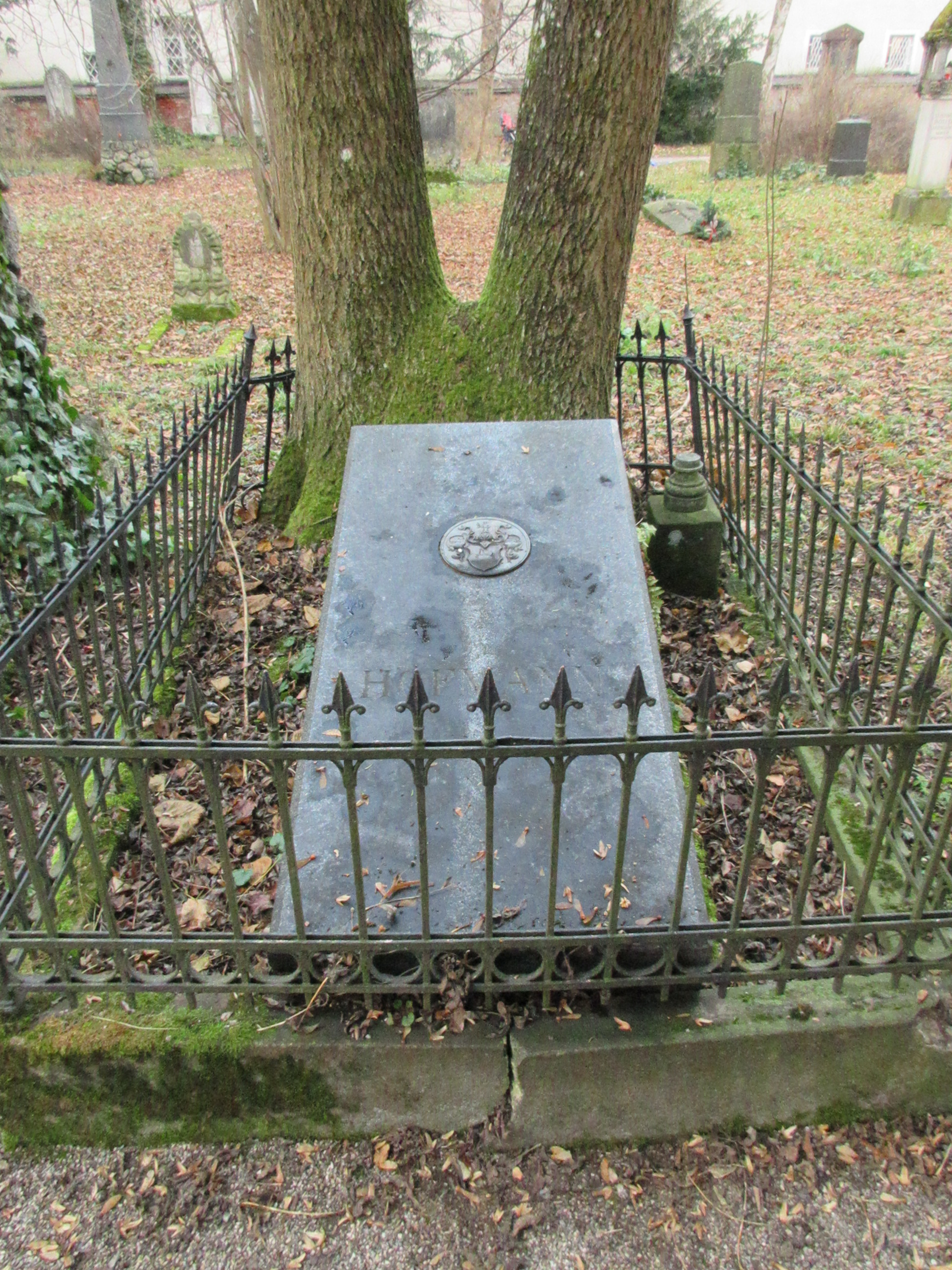
Hrob Julia Hofmanna na Starém jižním hřbitově v Mnichově-Graeberfeldu GF-7-10-40-41

## Biografie
Profesí byl lékařem, dlouhodobě působil v Karlových Varech. Kromě toho se zabýval podporou umění a sbíráním uměleckých artefaktů (grafické listy). Publikoval sborníky o dějinách grafického umění.
Koncem 80. let 19. století se zapojil i do zemské politiky. Ve volbách v roce 1889 byl zvolen v městské kurii (volební obvod Karlovy Vary, Jáchymov) do Českého zemského sněmu. Politicky se uvádí jako německý liberál (takzvaná Ústavní strana, později Německá pokroková strana).
Zemřel v květnu 1913 ve Vídni, pohřeb se konal v Karlových Varech.